# Calling Dr. Death
Calling Dr. Death è un film horror statunitense del 1943 che ha protagonista l'attore Lon Chaney Jr..

## Trama
In seguito ad una seduto di autoipnosi il famoso neurologo Mark Steele si ritrova accusato del brutale ed efferato omicidio di sua moglie Maria, il cui corpo mutilato è stato ritrovato dalla polizia. Oltre ad essere direttamente accusato dall'Ispettore Gregg, incaricato delle indagini, Steele è convinto di essere l'esecutore dell'omicidio in quanto odiava a morte la moglie infedele e, in una dei loro ennesimi litigi per futili motivi, aveva addirittura pensato all'ipotesi di ucciderla. Con l'aiuto della sua infermiera, di cui è innamorato, il medico cercherà di indagare per scoprire da solo la verità.